# Липовка (Тевризский район)
Липовка — упразднённая деревня в Тевризском районе Омской области России. Входила в состав Ермиловского сельского поселения. Исключена из учётных данных в 1999 году.

## География
Деревня находилась на левом берегу реки Итюгас, на расстоянии примерно 16 километров (по прямой) к северо-западу от села Ермиловка и 41 км к северо-востоку от районного центра — Тевриза.

## История
Основана в 1901 г. По данным 1928 года село Липовка состояло из 57 хозяйств. В административном отношении являлось центром Липовского сельсовета Тевризского района Тарского округа Сибирского края.

## Население
По данным переписи 1926 года в селе проживало 280 человек (131 мужчина и 149 женщин), основное население — белоруссы.

## Хозяйство
По данным на 1991 г. деревня являлась бригадой колхоза «Наша победа».